# Baronet

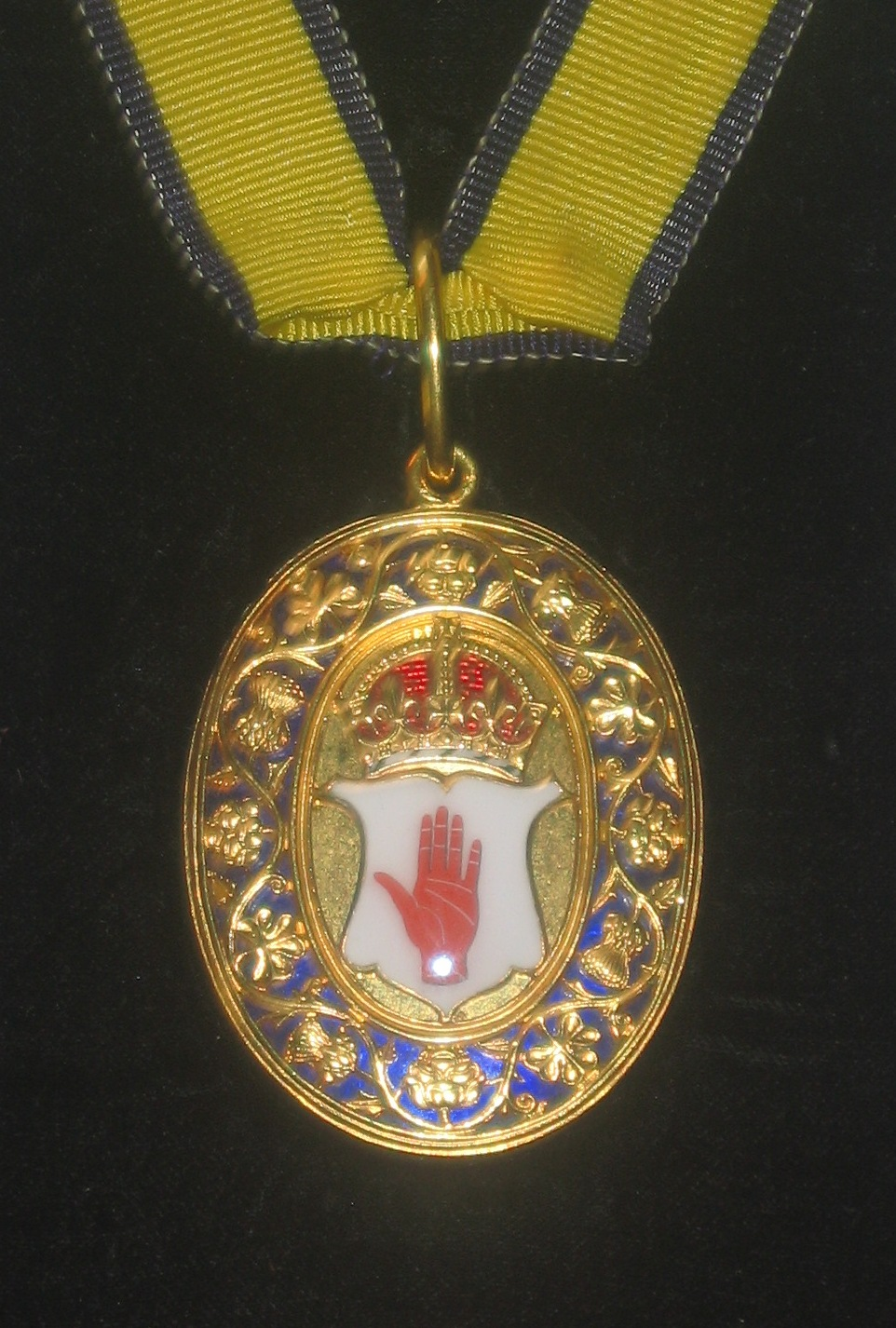
Insigne van een Baronet met de rode hand van Ulster

Het wapen van de baronets Stronge met rechtsboven op een ereplaats de rode hand van Ulster
motto's:
Tentanda via est
Dulce quod utile

Een baronet is de drager van een Britse eretitel (een baronetcy), die is ingevoerd door koning Jacobus I van Engeland in 1611 ter versterking van zijn schatkist. 
De Engelse baronets zijn in feodale zin verbonden met Noord-Ierland en hun wapen is herkenbaar door een schild met daarop een rode hand, voor Ulster. Er zijn ook baronets van Ierland, Schotland en Nova Scotia.
Het is een erfelijke titel maar geen adellijke titel zoals baron en een baronet behoort niet tot 'the peerage'. De Baronet behoort tot de lagere ongetitelde adel en wordt tot de gentry of landadel gerekend. De baronet wordt aangesproken met Sir, gevolgd door zijn voornaam en geslachtsnaam. Achter de geslachtsnaam dienen de letters "Bt." of "Bart." gevoegd te worden om de baronet te onderscheiden van Knights (ridders), hetgeen geen erfelijke titel is (die ook de aanspreektitel 'Sir' voeren, maar dan met het achtervoegsel dat bij hun rang in de ridderorde waar zij lid van zijn hoort, of als ze een zogenaamde Knight Bachelor (niet behorende tot een ridderorde) zijn met het achtervoegsel K.B.).
Het Britse systeem van adeldom is niet gelijk aan dat van Nederland of België. Een baronet behoort tot wat de lagere adel genoemd kan worden, maar hij is net als een ridder (knight), een zoon of echtgenote van een baron of een andere Peer een "commoner".  
Een baronet heeft het recht om te worden geridderd en had het recht om zijn oudste wettige zoon, wanneer die meerderjarig werd, te laten ridderen. Dit recht werd in 1827 door Koning George IV ingetrokken, echter in 1874 werd Ludlow Cotter (oudste zoon van Sir James Lawrence Cotter 4e Baronet of Rockforest) alsnog de titel ridder verleend. Nadien zijn er nog wel enkele claims op dit recht geweest maar die werden allemaal afgewezen. 
Aan het predicaat baronet wordt steeds een bezitting of een plaats verbonden. 
Op enkele uitzonderingen na kunnen baronetcy's slechts worden geërfd via de mannelijke lijn. De manier van opvolging staat vermeld in de patent of creation waardoor het baronetschap gecreëerd wordt. Er zijn in de geschiedenis vier vrouwelijke baronets bekend, op dit moment (2013) zijn alle baronets heren. De vrouw van een baronet heeft de titel "Lady"; een weduwe van een baronet ook de titel douairière heeft.
Een lijst van Britse baronets kan worden gevonden in Burke's Peerage and Baronetage.
Een typisch voorbeeld is de "Wiseman Baronetcy, of Canfield Hall in the County of Essex", de huidige baronet is Sir John William Wiseman, 11th Baronet, of, meer uitgebreid "Sir John William Wiseman, 11th Baronet Wiseman, of Canfield Hall in the County of Essex". Niet iedere baronetcy is aan een landhuis of plaats verbonden. Voor baronets in Indiase of Perzische families met een ander naamrecht dan het Europese zijn bijzondere regels vastgesteld.

## Baronets in Nederland en de Nederlanden
Ook buiten Engeland, Schotland en het Verenigd Koninkrijk werden baronets gecreëerd.
- Sir William Boreel, 1st Baronet, of Amsterdam, in the Netherlands (1645). De achtste baronet werd een Nederlands jonkheer. De familie bestaat nog.
- Sir Joseph van Colster, 1st Baronet, of Amsterdam, in the Netherlands (1645), uitgestorven in 1665
- Sir Walter de Raedt, 1st Baronet, of the Hague (1660).
- Sir Cornelis Tromp, 1st Baronet, of Holland (1675),  Uitgestorven in 1691.
- Sir Richard Tulp, 1st Baronet, of Amsterdam, in Holland (1675), uitgestorven of vacant in 1690
- Sir Gelebrand Sas van Bosch, 1st Baronet, of Holland (1680), uitgestorven in 1720
- Sir Cornelis Speelman, 1st Baronet, of the Netherlands (1686). De derde baronet werd een Nederlands jonkheer uitgestorven in 2005
- Sir John Peter Vanderbrande, 1st Baronet of Cleverskirke (1699), uitgestorven in 1713
- Sir Joshua van Neck, 1st Baronet of Putney (1701-1777), koopman en bankier in Londen